# Synagogue Cymbalista

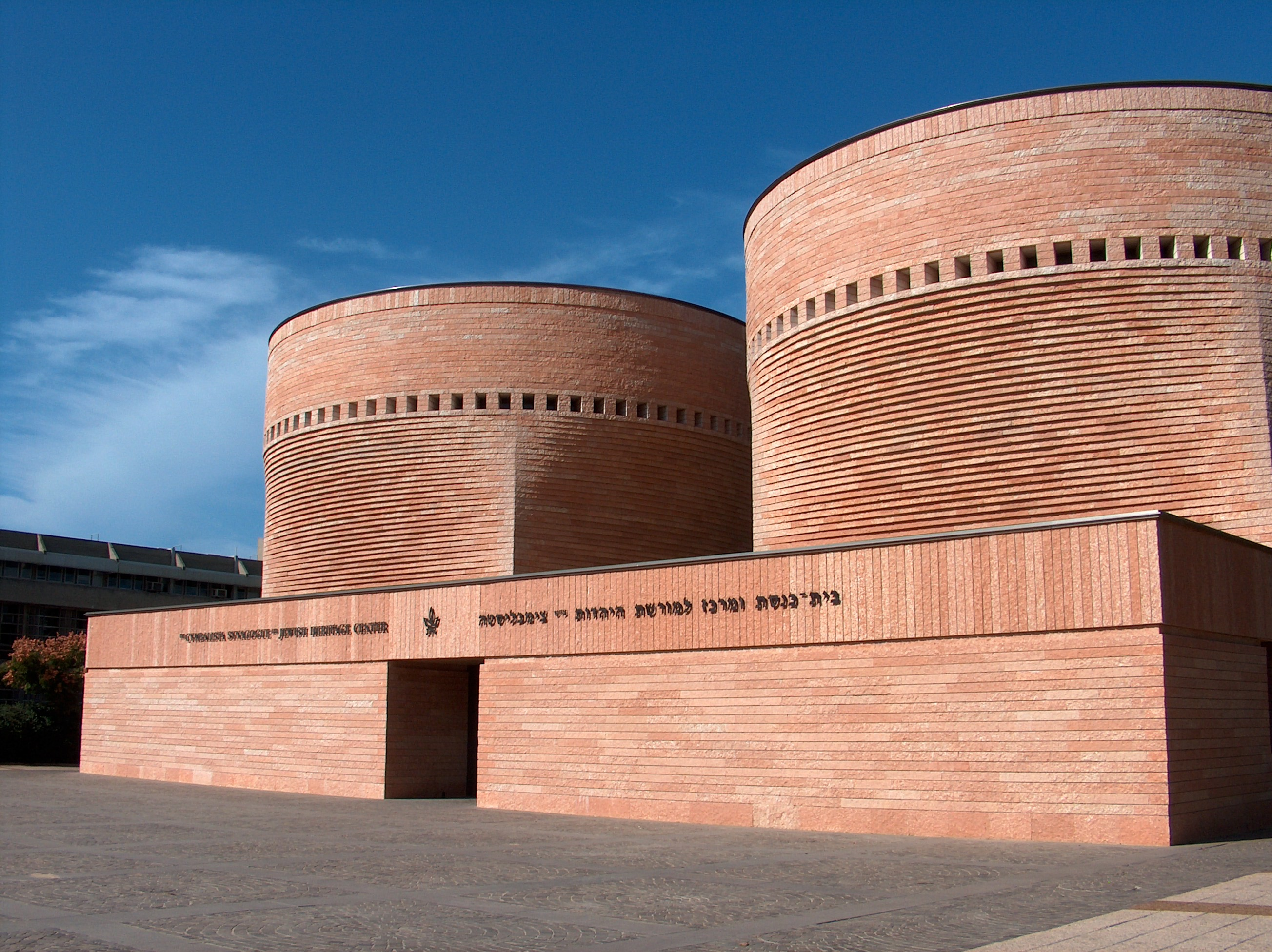
Synagogue Cymbalista de l'université de Tel-Aviv - vue en diagonale : les tours paraissent cylindriques.

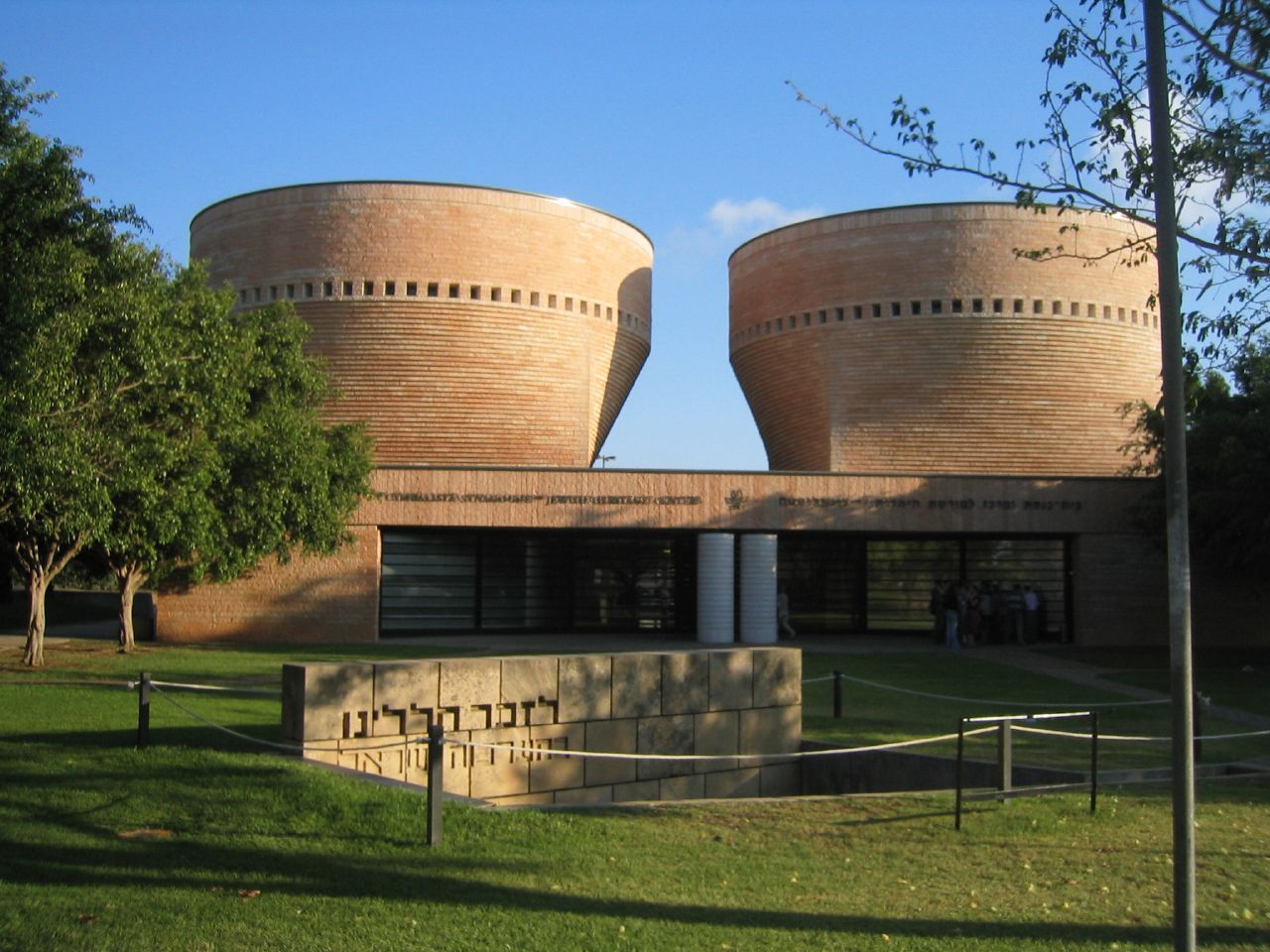
Un autre aspect de la Synagogue Cymbalista - vue de face : les tours paraissent troncôniques.

La synagogue Cymbalista et le Centre du patrimoine juif sont un centre culturel et la principale synagogue du campus de l'Université de Tel Aviv. Elle a été conçue en 1996 par l'architecte  Mario Botta et construite de 1997 à 1998. Les commanditaires étaient Paulette et Norbert Cymbalista.

## Architecture
L’architecture de la synagogue Cymbalista, du campus de Tel Aviv est remarquable. Dues à l’architecte suisse Mario Botta et achevées en 1998, ses tours, qui reposent sur un large rectangle, rappellent la tour cylindrique de la cathédrale d’Evry, conçue par le même architecte. C’est le douzième d’une série d’ouvrages religieux signés Mario Botta et consacrés aux trois religions monothéistes. Pour Mario Botta, « en lui-même et par lui-même, un bâtiment relève d’un geste sacré… aujourd’hui, faire de l’architecture c’est une façon de résister à la perte d’identité, à la banalisation et à l’aplatissement de la culture engendré par ce consumérisme si typique de nos sociétés. En ce sens, l’architecture est un phénomène plus éthique qu’esthétique » .
Le nom de Cymbalista est celui du couple fondateur, Paulette et Norbert Cymbalista. Celui-ci admire Botta pour ses constructions, « forteresses de l’art » (musées), ou de l’argent (banques), ou de la foi (églises, cathédrale) : « je voulais un bâtiment qui soit étonnamment moderne et, qui dans le même temps, donne une impression de protection ».
Il s’agissait aussi pour lui de construire un lieu de rencontre, de dialogue et de paix entre ces deux courants religieux, puisque c’est l’époque où, en 1995, le Premier Ministre Yitzhak Rabin fut assassiné par un compatriote juif.
Si on[style à revoir] associe le nom de ces fondateurs à ce qu’évoquent les tours, on[style à revoir] pourrait penser à la musique et donc à des tambours. Mais ces tours symbolisent les rouleaux de la Torah, ou plus tragiquement les cheminées des fours crématoires des camps de la mort nazis. Elles symbolisent également, dans une parfaite égalité, les deux réalités juives de la société israélienne.
La synagogue comprend un auditorium, une salle d’études, un musée pour les expositions temporaires et donc deux espaces reliés, un pour les juifs orthodoxes, l’autre pour les juifs conservateurs et réformistes, ce qui leur permet de se croiser dans un esprit de tolérance et de respect. La séparation traditionnelle entre hommes et femmes (la Mekhitsa) est ici simplement marquée par une fine partition de métal d’un mètre de haut.
Des structures résolument modernes et des allusions mathématiques aux coniques sont caractéristiques de l'œuvre de Mario Botta : la tour de la cathédrale d'Evry est un cylindre tronqué par un plan oblique. La section dessinée est donc une ellipse. Ici, les tours de la synagogue Cymbalista sont constituées de quatre portions de conoïdes circulaires droites faisant passer d'un carré à la base à un cercle au sommet. Si on coupe ces tours par un plan horizontal, la section dessine quatre portions d'ellipse. Ces ellipses ont un rayon de courbure infini à la base pour constituer le carré. Elles se rapprochent de la section circulaire lorsque le plan se dirige vers le sommet pour ne former qu'un seul cercle sur la partie haute où, à l’intérieur, une dalle carrée et opaque, rappelant une houppa, laisse filtrer sur les parois arrondies des tours la lumière, uniquement zénitale.
Vues suivant la direction des diagonales des carrés de base, les parois des tours semblent verticales. Vues de face, elles s’évasent vers le haut.
La transformation d’un cercle en carré rappelle « la quadrature du cercle », mais pas vraiment dans son sens d’origine puisque le carré est entièrement inscrit dans le cercle et donc de surface beaucoup plus faible.
Les éléments de décoration, qui viennent de différents continents, sont parties intégrantes de la construction, qu’on n’a donc pas cherché à dissimuler.